# SI-basiseenheid
Het SI-stelsel van eenheden definieert zeven SI-basiseenheden, ook wel SI-grondeenheden genoemd. Dit zijn fundamentele eenheden voor natuurkundige grootheden. Alle andere SI-eenheden zijn producten van machten van deze basiseenheden.
| eenheid  | eenheid | grootheid            | grootheid         | huidige definitie (sinds 20 mei 2019) | historische herkomst/definitie |
| naam     | symbool | naam                 | symbool           | huidige definitie (sinds 20 mei 2019) | historische herkomst/definitie |
| -------- | ------- | -------------------- | ----------------- | --- | --- |
| seconde  | s       | tijd                 | {\displaystyle t} | De eenheid van tijd is de duur van 9 192 631 770 perioden van de straling die overeenkomt met de overgang tussen de twee hyperfijne energieniveaus van de grondtoestand van het cesium-133-atoom (13th CGPM (1967-1968) Resolution 1, CR 103). In deze definitie wordt uitgegaan van een cesium-133-atoom in rust bij het absolute nulpunt (toegevoegd door CIPM in 1997). | De dag is verdeeld in 24 uur, ieder uur is verdeeld in 60 minuten en iedere minuut is verdeeld in 60 seconden. Een seconde was hiermee 1 / (24 × 60 × 60) deel van een dag. Historisch gezien werd hiervoor de zonnetijd gebruikt, waarbij de gemiddelde tijd tussen 2 opvolgende middagen werd gebruikt als de definitie van 1 dag. |
| meter    | m       | lengte               | {\displaystyle l} | De eenheid van lengte is gelijk aan de afstand die het licht in vacuüm aflegt in een tijdsinterval van 1/299.792.458 seconde (17th CGPM (1983) Resolution 1, CR 97). Dit getal is exact. Hierdoor is de lichtsnelheid in vacuüm exact gedefinieerd als c0 = 299.792.458 m/s.                                                                                               | 1 / 10.000.000 deel van de afstand tussen de noordpool en de evenaar, gemeten langs de meridiaan van Parijs. |
| kilogram | kg      | massa                | {\displaystyle m} | De eenheid van massa is gedefinieerd door de constante van Planck (h) vast te stellen op 6,62607015×10−34 uitgedrukt in de eenheid J s, wat gelijk is aan kg m2 s−1, waarbij de meter en de seconde zijn gedefinieerd aan de hand van c en ∆νCs. | De massa van 1 liter water, bij een temperatuur waarbij het water in ijsvorm begon te smelten. Een liter is gelijk aan 1 dm3. |
| ampère   | A       | elektrische stroom   | {\displaystyle I} | De eenheid van elektrische stroom is gedefinieerd door de elementaire lading (e) vast te stellen op 1,602176634×10−19 uitgedrukt in de eenheid C, wat gelijk is aan A s, waarbij de seconde is gedefinieerd aan de hand van ∆νCs. | De elektrische stroom die benodigd is om 1,118 mg zilver per seconde te doen neerslaan in een zilvernitraat-oplossing. |
| kelvin   | K       | absolute temperatuur | {\displaystyle T} | De eenheid van temperatuur is gedefinieerd door de boltzmannconstante (k) vast te stellen op 1,380649×10−23 uitgedrukt in de eenheid J K−1, wat gelijk is aan kg m2 s−2 K−1, waarbij de kilogram, meter en seconde zijn gedefinieerd aan de hand van h, c en ∆νCs. | De temperatuurschaal van Kelvin is gelijk gekozen aan die van Celsius, alleen is het nulpunt verschoven en gelijk aan het absolute nulpunt. |
| mol      | mol     | hoeveelheid stof     | {\displaystyle n} | De eenheid van hoeveelheid materie. Eén mol is gelijk aan 6,02214076 × 1023 elementaire deeltjes. Dit getal is gelijk aan de vastgestelde hoeveelheid van de constante van Avogadro. | De atoommassa of moleculaire massa gedeeld door molaire massaconstante. |
| candela  | cd      | lichtsterkte         | {\displaystyle I} | De eenheid van lichtsterkte is gelijk aan de lichtsterkte in een bepaalde richting uitgestraald door een bron die monochrome straling uitzendt bij een frequentie van 540×1012 hertz en waarvan de stralingssterkte in die richting van 1/683 watt per steradiaal is (16th CGPM (1979) Resolution 3, CR 100).                                                              | Een candela is ongeveer de lichtsterkte van 1 kaars (candela is het Latijnse woord voor kaars). |

De coherente eenheid van snelheid m/s is weliswaar formeel gebaseerd op de meter en de seconde, maar hangt gezien de definitie van de meter feitelijk alleen af van de lichtsnelheid. Toch geldt lengte als basisgrootheid en niet snelheid; dergelijke keuzes zijn dus niet afhankelijk van de definities. Daarom hoefde ook bij de herdefinitie van de basiseenheden vanaf 20 mei 2019 de keuze van de basisgrootheden niet gewijzigd te worden. De volgorde van definiëring is wel zodanig veranderd dat een definitie nooit een eenheid gebruikt die nog niet is gedefinieerd. De volgorde wordt seconde, meter, kilogram, ampère, kelvin, mol, candela. Dit was vóór die datum anders; men begon met de meter, hoewel die afhangt van de seconde.
Hetzelfde is van toepassing, na de herdefinitie, voor de coherente eenheid van lading coulomb: deze is weliswaar formeel gebaseerd op de ampère en de seconde, maar hangt gezien de definitie van de ampère feitelijk alleen af van de elementaire lading. Toch blijft stroomsterkte als basisgrootheid gelden.
Ook wordt energie voortaan via fotonen gerelateerd aan tijd en worden massa en temperatuur daaruit afgeleid.

## Aanvullende basiseenheden
Naast de zeven grondeenheden zijn nog twee aanvullende basiseenheden vastgesteld in het SI-stelsel.
| eenheid    | eenheid | grootheid   | grootheid | definitie |
| naam       | symbool | naam        | symbool   | definitie |
| ---------- | ------- | ----------- | --------- | --- |
| radiaal    | rad     | vlakke hoek | α, β, ϕ   | De radiaal is de hoek tussen twee stralen van een cirkel die op de omtrek een boog afsnijden waarvan de lengte gelijk is aan de straal.                                                                  |
| steradiaal | sr      | ruimtehoek  | Ω         | De steradiaal is de ruimtehoek die, wanneer zijn top samenvalt met het middelpunt van een bol, op die bol een oppervlakte uitsnijdt gelijk aan die van een vierkant met de straal van die bol als zijde. |

## Geen cirkeldefinities
Er is geen duo van basiseenheden die alleen zijn gedefinieerd in termen van andere basiseenheden.
1. De ampère is gedefinieerd in termen van newton. Echter 1 newton is 1 kg m s−2
2. De candela is gedefinieerd in termen van hertz, watt en steradiaal. Een hertz is 1 s−1, een watt is 1 J s−1 = 1 kg m2 s−3 en de steradiaal is een dimensieloze eenheid.

## Kilogram
Om historische redenen is de kilogram gekozen als basiseenheid (zo geldt N = kg m / s²), hoewel qua naamgeving een systeem gebruikt wordt alsof gram de basiseenheid is. Zie ook basiseenheden.

## Nieuwe definities van de basiseenheden vanaf 20 mei 2019

Onderlinge afhankelijkheid van de basiseenheden vanaf 20 mei 2019

Op 16 november 2018 heeft de 26e vergadering van de CGPM besloten per 20 mei 2019 de definities te veranderen. Voor vier definities (kg, A, K, mol) was dit een inhoudelijke verandering, voor de overige drie (s, m, cd) alleen een andere formulering. De volgorde is zodanig dat geen enkele definitie afhangt van iets wat nog niet is gedefinieerd.
- seconde (s) is gelijk aan de duur van 9 192 631 770 periodes van de straling die overeenkomt met de overgang tussen de twee hyperfijne energieniveaus van de grondtoestand van het cesium-133-atoom in rust bij het absolute nulpunt;
- meter (m) is zodanig dat de lichtsnelheid c in vacuüm gelijk is aan 299 792 458 m s−1 (hangt af van de hierboven gedefinieerde s);
- kilogram (kg) is zodanig dat de constante van Planck h gelijk is aan 6,626 070 15 × 10−34 s−1 m2 kg ofwel J·s (hangt af van de hierboven gedefinieerde s en m);
- ampère (A) is zodanig dat de elementaire lading e gelijk is aan 1,602 176 634 × 10−19 s A ofwel C (hangt af van de hierboven gedefinieerde s);
- kelvin (K) is zodanig dat de constante van Boltzmann k (of kB) gelijk is aan 1,380 649 × 10−23  s−2 m2 kg K−1 ofwel J/K (hangt af van de hierboven gedefinieerde s, m en kg)
- mol is zodanig dat de constante van Avogadro NA gelijk is aan 6,022 140 76 × 1023 mol−1 (onafhankelijk van de andere definities);
- candela (cd) is zodanig dat de specifieke lichtstroom voor monochrome straling van 540 THz gelijk is aan 683 s3 m−2 kg−1 cd sr ofwel cd sr W−1 ofwel lm/W (hangt af van de hierboven gedefinieerde s, m en kg).